# Bloqueur d'ordre zéro
En traitement du signal, un circuit bloqueur d'ordre zéro est un modèle mathématique utilisé pour étudier la fonction de transfert d'un convertisseur numérique-analogique idéalement simple.
Dans ce modèle, le signal discret numérique est transformé en une suite de paliers d'une période avec des transitions instantanées.